# Bunt (film 1967)
Bunt (jap. 上意討ち 拝領妻始末 Jōi-uchi: Hairyō zuma shimatsu) – japoński film samurajski z 1967 roku w reżyserii Masakiego Kobayashiego. Scenariusz filmu powstał na podstawie powieści Yasuhiko Takiguchiego. Zdjęcia zrealizowano w Tokio.

## Fabuła
Rok 1725, czas rządów dynastii Tokugawa. Powszechnie szanowany samuraj Sasahara (Toshirō Mifune) sprzeciwia się woli swojego bezpośredniego zwierzchnika. Choć, zgodnie z japońską tradycją, bohater powinien w takiej sytuacji popełnić seppuku, Sasahara postanawia zbuntować się przeciwko wielowiekowej tradycji i podjąć walkę o swoją godność.

## Obsada
- Toshirō Mifune – Isaburo Sasahara
- Yōko Tsukasa – Ichi Sasahara
- Gō Katō – Yogoro Sasahara
- Tatsuya Nakadai – Tatewaki Asano
- Shigeru Kōyama – Geki Takahashi
- Masao Mishima – Sanzaemon Yanase
- Isao Yamagata – Shobei Tsuchiya
- Tatsuyoshi Ehara – Bunzo Sasahara